# Крымский поход Хусамеддина Чобана
Крымский поход Хусамеддина Чобана — поход на Судак сельджукского флота под командованием эмира Кастамону Хусамеддина Чобана между 1220 и 1239 годами. Чобан занял Судак, построил в городе мечеть, назначил кади, имамов и муэдзинов и вернулся в Анатолию. Точная дата похода неизвестна. Большинство историков датируют поход от 1221 до 1238 года. Единственный современный событиям источник, в котором поход описан — «Истории сельджуков» Ибн Биби.

## Причины
Ибн Биби писал, что сельджукский султан Алаэддин Кей-Кубад решил организовать экспедицию, потому что после опустошения Судака монгольским нашествием в начале 1223 года греки в городе начали на таможенных заставах грабить суда.
к суду явился некий купец. Прослышал он как-то о хороших условиях торговли в странах кипчаков (половцев) и русских и решил отправиться туда с товарами. Когда он достиг переправы Хазарской, на него напали и все товары отняли.
Крымский поход был не отдельным событием, а составной частью кампании сельджуков против Киликийской Армении и Трапезундской империи, имевшей целью обезопасить контролируемые сельджуками торговые пути.

## Поход
Ход событий описан Ибн Биби. В 1223 году эмир Хусамеддин Чобан, «который был главным амиром и полководцем государства», по приказу Алаэддина, отплыл из Синопа в Крым . Заметив приближение судов, жители Судака дождались высадки и отправили к Чобану посланника, заверяя в добрых намерениях.  Они просили решить дело миром и предлагали уплатить дань 50000 динаров. Одновременно они послали гонца к половецкому хану с просьбой о помощи, а он уже вызвал русского князя. Русское и половецкое войска в сумме составлявшие 10000 человек ждали ответа Чобана  жителям, но Чобан прогнал посланника. Половецкие ханы решили более не ждать, их войско утром подошло к лагерю Чобана и началось сражение. В первый день никто не имел перевеса, битва прервалась с наступлением темноты. На следующий день после возобновления битвы войско Чобана обратило половцев в бегство. Узнав о поражении и бегстве половцев, русский князь не рискнул воевать в одиночестве и послал к Чобану посла с грамотой, в которой выражал покорность султану, кроме того он отправил лошадей, лён и 20000 динаров. Посла ждал торжественный приём и ответные дары.
Жители Судака услышали о разгроме половцев и уходе русских и стали готовиться к обороне. Через неделю Чобан прибыл к Судаку. На следующий день после его прибытия началось сражение, длившееся два дня. Чобан применил излюбленный приём кочевников — имитировал отступление и завлёк преследователей в ловушку, после чего уничтожил. Потеряв большинство молодых мужчин, жители решили сдаться. Они отправили к Чобану старейшин, предлагая уплату дани, покорность сельджукскому султану и компенсацию купцам потерь имущества. Согласившись заключить мир, Чобан взял богатую добычу и отправил султану вестника с сообщением о победе над половцами, мире с русскими и захвате Судака. Он построил в Судаке мечеть, назначил кади, имамов и муэдзинов и вернулся в Анатолию, оставив в городе гарнизон. Сыновья наиболее именитых горожан были взяты в заложники.
Полагая, что события похода происходили до 1223 года, Якубовский утверждал, что половецкие ханы, разбитые Чобаном — это те же, которые после принимали участие в битве при Калке в 1223 году. По его словам, с большой долей вероятности главным ханом был Юрий Кончакович. Русского князя Якубовский не смог определить, но предположил, исходя из упомянутого льна, что это был рязанский князь. Д. Еремеев и М. Мейер полагали, что упомянутые русские — это «русский отряд из Тмутаракани».

## Датировка
Единственным источником сведений о походе является Ибн Биби, но он не датирует его. Датировка похода вызывает дискуссии. Существуют два направления, опирающихся на слова Ибн Биби, что после похода «неверные были спокойны до татарской смуты». Известны два набега монголов на Крым — в 1223 и 1238 годах. Часть исследователей придерживаются датировки до первого набега монголов в Крым 1223 года, вторая часть относит поход ко времени между двумя походами.
В 1883 году М. Хаустма, не аргументируя, датировал поход 1227 годом, вслед за ним в 1915 году аналогичную датировку привёл В. Г. Васильевский. А. Ю. Якубовский в 1927 году оспорил аргументы В. Г. Васильевского, утверждая, что датировать поход сельджуков нужно 1221 или 1222 годами, до первого татарского набега (1222—1223). В. Гордлевский (1941), А. Якобсон (1950), Г. Микаелян (1952), С. Секиринский (1955), В. Пашуто (1968) приняли аргументы А. Якубовского и датировали поход 1221—1222 годами, Т. Райс (1961) называла 1222 год. Г. Ивакин (1993) датировал поход 1221 годом, А. Пикок (1976) — 1221—1223 годами. С. Карпов, З. Гюнал, Я. Юджел, А. Танери, наоборот, относят поход ко времени после первого монгольского набега, полагая, что Чобан разорял ослабленный первым набегом монголов Крым, то есть к 1223 году. Н. Богданова датировала поход 1222—1223 годами.
О. Туран указал, что Ибн Биби расположил материал не в хронологическом порядке, а в соответствии с литературными соображениями. Поэтому датировать событие по его местонахождению в тексте было б неверно, и нужно руководствоваться иными соображениями. Согласно Ибн Биби одновременно с походом в Крым эмиры Мубаризеддин Чавли и Комнин начали кампанию против Киликии, а Мубаризеддин Эртокус захватил сорок замков восточнее Анталии. События в Киликии упоминаются другими историками и могут служить подсказкой в датировке похода в Крым. Изучив даты сельджукских походов в Киликию, О. Туран датировал поход 1227 годом (хотя ранее — 1225), вернувшись, таким образом, к датировке М. Хаустмы. А. Саввидес называл 1225 год (В. Мыц пишет, что 1227), Ф. Таэшнер, Кл. Каэн, М. Куршанкис склонялись к 1225 году.
Часть учёных поход не датировала. В. Бартольд просто помещал его между двумя монгольскими набегами (в 1223 и 1238 годах). Д. Коробейников не указывал конкретного года: «в 1221, 1222, 1225 или 1227 годах». Р. Шукуров так же не указывал конкретных дат, лишь уточнял, что поход был не позднее 1228 года. Д. Еремеев и М. Мейер лишь ограничивали поход 1239 годом
Сотрудник Крымского филиала Института археологии НАН Украины В. Л. Мыц относит поход к 1217 году, однако такая датировка, по мнению А. Джанова, относится к «разряду научных курьезов».

## Итоги и значение
Поход был первой военно-морской операцией сельджуков. Ибн Биби придавал ему особую важность. В его «Истории сельджуков» походу уделяется больше места, чем любому другому сражению. В анонимном источнике XV века «Салтук-наме» (написано между 1473 и 1480 годами) содержатся упоминания Хусам ад-Дина Чупана, боровшегося против неверных в Крыму рядом с Салтуком. Эти упоминания исторической ценности не имеют, но демонстрируют, что в народной памяти событие было живо более двухсот пятидесяти лет спустя. По мнению А. Пикока значение похода не в его успехе, а в том, что он вообще имел место. Скорость создания сельджуками флота (Синоп был захвачен в 1214 году) показывает значение черноморской торговли для них.
После похода в Судаке была построена первая в Крыму мечеть (видимо, перестроена из православного храма), были введены законы шариата. Торговые пути сельджукам удалось временно перенаправить из Судака в Синоп в ущерб Трапезунду, подорвав позиции греческих и итальянских торговцев.